# Diecezja kruszwicka
Diecezja kruszwicka – diecezja rzymskokatolicka, ze stolicą w Kruszwicy, najprawdopodobniej powstała po upadku diecezji kołobrzeskiej, to jest po 1013 roku. Funkcjonowała do pierwszej połowy XII wieku.

## Historia
Współczesne badania historyków najczęściej wiążą powstanie diecezji kruszwickiej z upadkiem diecezji kołobrzeskiej. Diecezja kołobrzeska powstała w 1000 roku. Ze względu na trwający konflikt niemiecko-polski oraz odejście od chrześcijaństwa mieszkańców Kołobrzegu i okolic, po kilkunastu latach swego istnienia upadła. Mając już jednak przywilej stolic biskupich prawdopodobnie w zamian za Kołobrzeg, na siedzibę biskupa wybrano Kruszwicę na Kujawach.
Istnienie diecezji kruszwickiej potwierdza m.in. bulla papieża Innocentego II „Sacrosancta Romana” wydana 4 czerwca 1133 r. dla arcybiskupa magdeburskiego św. Norberta, która miała podporządkować wszystkie biskupstwa polskie tej metropolii, w tym m.in. wymieniona diecezja w Kruszwicy.
Diecezja podlegała pod metropolię gnieźnieńską. Funkcję katedry pierwotnie pełnił kościół pw. św. Wita na zamkowym podgrodziu. Kościół pierwotnie był budowlą drewnianą. Powstał on z fundacji książęcej i przez kolejne lata należał do patronatu monarszego. Za czasów Mieszka II, około 1027 roku na tym miejscu powstał nowy, kamienny kościół również niosący tytuł św. Wita. Ze względu na wojnę domową i zburzenie Kruszwicy przez Władysława Hermana w 1096 roku, katedrę przeniesiono do poklasztornego kościoła pw. św. Piotra na Zagoplu. 
Diecezja kruszwicka przez wieki była uważana za kolebkę obecnej diecezji włocławskiej. Przypuszczano, iż po zniszczeniu Kruszwicy w 1096 roku biskup przeniósł się do Włocławka, który z czasem rozwinął się jako osobna stolica biskupia. Coraz częściej historycy opowiadają się za funkcjonowaniem zarazem Kruszwicy i Włocławka (obie te stolice wymienia wspomniana wyżej bulla). Jednym z celów tych biskupstw była działalność ewangelizacyjna. Kruszwica oprócz Kujaw miała obejmować opieką duszpasterską Pomorze Gdańskie, a Włocławek obejmujący ziemię dobrzyńską i ziemię chełmińską, miał prowadzić działalność misyjną wśród plemion pruskich.
Wraz z rosnącą liczbą chrześcijan i zmniejszającą się potrzebą działalności misyjnej obecność dwóch biskupstw w tak bliskiej odległości uznano za zbędną. Rozwój Włocławka zlokalizowanego nad Wisłą wraz z rozbudowującą się diecezją, doprowadził do zaniku diecezji kruszwickiej w XII w..

## Hipotezy
Kronika Jana Długosza podaje, że diecezję utworzył już Mieszko I w roku 966, a jako dwóch pierwszych biskupów podaje Lucidusa i Wawrzyńca, ale brak na to przekonujących dowodów.

## Legendarni biskupi kruszwiccy
- 966–993 – Lucidus (według Długosza pierwszy biskup kruszwicki)
- 993–1014 – Wawrzyniec (biskup legendarny)
- 1015–1033 – Marceli
- 1034–1055 – Wenanty
- 1056–1081 – Jan Rzymianin
- 1082–1097 – Roman
- 1097–1111 – Paweł
- 1111–1128 – Baldwin Gall
- 1129–1156 – Świdger